# Équipe d'Argentine masculine de handball au Championnat du monde 2021
Cet article relate le parcours de l'équipe d'Argentine masculine de handball lors du Championnat du monde 2021 qui a lieu en Égypte en janvier 2021. Il s'agit de la treizième participation de l'Argentine aux Championnats du monde et la onzième de son capitaine, Gonzalo Carou.
Battue d'un but lors du dernier match du tour principal, l'Argentine rate de peu la qualification en huitièmes de finale. Avec un bilan de quatre victoires et deux défaites, l'Argentine termine onzième de la compétition, ce qui est son meilleur résultat aux Championnats du monde.

## Présentation

### Qualification
En remportant le Championnat d'Amérique du Sud et centrale masculin de handball 2020, l'Argentine obtient sa qualification pour le Championnat du monde 2021.

## Résultats

### Tour préliminaire
Le Argentine évolue dans le groupe D.
|   | Équipe    | Pts | J | G | N | P | Bp  | Bc  | Diff |
| - | --------- | --- | - | - | - | - | --- | --- | ---- |
| 1 | Danemark  | 6   | 3 | 3 | 0 | 0 | 104 | 59  | 45   |
| 2 | Argentine | 4   | 3 | 2 | 0 | 1 | 72  | 74  | -2   |
| 3 | Bahreïn   | 2   | 3 | 1 | 0 | 2 | 75  | 85  | -10  |
| 4 | RD Congo  | 0   | 3 | 0 | 0 | 3 | 68  | 101 | -33  |

| 15 janvier 2021 19h00 | Argentine       | 28 – 22   | RD Congo     | Cairo Stadium Sports Hall (en), Le Caire Arbitrage : Charlotte et Julie Bonaventura |
| 15 janvier 2021 19h00 | Trois joueurs 5 | (13 – 14) | Kiangebeni 7 | Cairo Stadium Sports Hall (en), Le Caire Arbitrage : Charlotte et Julie Bonaventura |
| 15 janvier 2021 19h00 | ×3              | Rapport   | ×2           | Cairo Stadium Sports Hall (en), Le Caire Arbitrage : Charlotte et Julie Bonaventura |

| 17 janvier 2021 19h00 | Argentine          | 24 – 21   | Bahreïn         | Cairo Stadium Sports Hall (en), Le Caire Arbitrage : Robert Schulze et Tobias Tönnies |
| 17 janvier 2021 19h00 | Federico Pizarro 6 | (12 – 10) | Mohamed Ahmed 5 | Cairo Stadium Sports Hall (en), Le Caire Arbitrage : Robert Schulze et Tobias Tönnies |
| 17 janvier 2021 19h00 | ×1                 | Rapport   | ×3 ×6           | Cairo Stadium Sports Hall (en), Le Caire Arbitrage : Robert Schulze et Tobias Tönnies |

| 19 janvier 2021 21h30 | Danemark        | 31 – 20   | Argentine        | Cairo Stadium Sports Hall (en), Le Caire Arbitrage : Charlotte et Julie Bonaventura |
| 19 janvier 2021 21h30 | Mikkel Hansen 7 | (15 – 10) | Pedro Martínez 6 | Cairo Stadium Sports Hall (en), Le Caire Arbitrage : Charlotte et Julie Bonaventura |
| 19 janvier 2021 21h30 | ×1 ×3           | Rapport   | ×2 ×6 ×1         | Cairo Stadium Sports Hall (en), Le Caire Arbitrage : Charlotte et Julie Bonaventura |

### Tour principal
|   | Équipe    | Pts | J | G | N | P | Bp  | Bc  | Diff | Dép  |
| - | --------- | --- | - | - | - | - | --- | --- | ---- | ---- |
| 1 | Danemark  | 10  | 5 | 5 | 0 | 0 | 169 | 116 | 53   | —    |
| 2 | Qatar     | 6   | 5 | 3 | 0 | 2 | 132 | 135 | -3   | 2 p. |
| 3 | Argentine | 6   | 5 | 3 | 0 | 2 | 120 | 121 | -1   | 0 p. |
| 4 | Croatie   | 5   | 5 | 2 | 1 | 2 | 128 | 132 | -4   | —    |
| 5 | Japon     | 3   | 5 | 1 | 1 | 3 | 138 | 147 | -9   | —    |
| 6 | Bahreïn   | 0   | 5 | 0 | 0 | 5 | 107 | 143 | -36  | —    |

| 21 janvier 2021 16h30 | Japon                  | 24 – 28   | Argentine           | Cairo Stadium Sports Hall (en), Le Caire Arbitrage : Kolahdouzan, Mousaviannazhad |
| 21 janvier 2021 16h30 | Tatsuki Yoshino (en) 8 | (13 – 17) | Federico Pizarro 10 | Cairo Stadium Sports Hall (en), Le Caire Arbitrage : Kolahdouzan, Mousaviannazhad |
| 21 janvier 2021 16h30 | ×2                     | Rapport   | ×3 ×2               | Cairo Stadium Sports Hall (en), Le Caire Arbitrage : Kolahdouzan, Mousaviannazhad |

| 23 janvier 2021 19h00 | Argentine          | 23 – 19   | Croatie      | Cairo Stadium Sports Hall (en), Le Caire Arbitrage : Ivan Pavićević et Miloš Ražnatovic |
| 23 janvier 2021 19h00 | Federico Pizarro 4 | (12 – 12) | Ivan Čupić 7 | Cairo Stadium Sports Hall (en), Le Caire Arbitrage : Ivan Pavićević et Miloš Ražnatovic |
| 23 janvier 2021 19h00 | ×1 ×5 ×1           | Rapport   | ×1 ×4        | Cairo Stadium Sports Hall (en), Le Caire Arbitrage : Ivan Pavićević et Miloš Ražnatovic |

| 25 janvier 2021 19h00 | Argentine        | 25 – 26   | Qatar           | Cairo Stadium Sports Hall (en), Le Caire Arbitrage : Václav Horáček et jiří Novotný |
| 25 janvier 2021 19h00 | Federico Pizzaro | (13 – 12) | Frankis Marzo 7 | Cairo Stadium Sports Hall (en), Le Caire Arbitrage : Václav Horáček et jiří Novotný |
| 25 janvier 2021 19h00 | ×2 ×5            | Rapport   | ×1 ×3           | Cairo Stadium Sports Hall (en), Le Caire Arbitrage : Václav Horáček et jiří Novotný |

## Statistiques et récompenses

### Buteurs
| Rang  | Joueur              | Tot. | Tirs | %    | MJ | Moy. |
| ----- | ------------------- | ---- | ---- | ---- | -- | ---- |
| 1     | Federico Pizarro    | 32   | 51   | 63 % | 6  | 5,3  |
| 2     | Lucas Moscariello   | 21   | 24   | 88 % | 6  | 3,5  |
| 3     | Diego Simonet       | 15   | 28   | 54 % | 4  | 3,8  |
| 4     | Federico Fernández  | 13   | 27   | 48 % | 6  | 2,2  |
| 5     | Santiago Baronetto  | 12   | 15   | 80 % | 5  | 2,4  |
| 6     | Sebastián Simonet   | 12   | 17   | 71 % | 5  | 2,4  |
| 7     | Pedro Martinez Cami | 9    | 14   | 64 % | 6  | 1,5  |
| 8     | Ramiro Martinez     | 8    | 15   | 53 % | 6  | 1,3  |
| 9     | Ignacio Pizarro     | 6    | 13   | 46 % | 6  | 1,0  |
| 10    | Gastón Mouriño      | 5    | 8    | 63 % | 6  | 0,6  |
| 11    | Pablo Simonet       | 5    | 11   | 45 % | 5  | 1,0  |
| 12    | Pablo Vainstein     | 2    | 3    | 67 % | 5  | 0,4  |
| 13    | Gonzalo Carou       | 2    | 3    | 67 % | 6  | 0,3  |
| 14    | Nicolas Bonanno     | 2    | 3    | 67 % | 6  | 0,3  |
| 15    | Leonel Maciel       | 1    | 2    | 50 % | 6  | 0,2  |
| 16    | Manuel Crivelli     | 1    | 3    | 33 % | 1  | 1,0  |
| 17    | Santiago Canepa     | 1    | 4    | 25 % | 1  | 1,0  |
| 18    | Guillermo Fischer   | 1    | 4    | 25 % | 4  | 0,3  |
| Total | Total               | 145  | 245  | 60 % | 6  | 21,8 |

### Gardiens de but
Les deux portiers argentins terminent parmi les 10 meilleurs gardiens de but de la compétition, Maciel étant quatrième et Bar huitième.
| N°    | Nom           | %      | Arrêts | Tirs | MJ | Moy. |
| ----- | ------------- | ------ | ------ | ---- | -- | ---- |
| 1     | Leonel Maciel | 35,8 % | 57     | 159  | 6  | 9,5  |
| 2     | Juan Bar (es) | 34,0 % | 18     | 53   | 6  | 3,0  |
| Total | Total         | 34,4 % | 75     | 218  | 6  | 12,5 |